# 探偵事務所23
『探偵事務所23』（たんていじむしょ ツー・スリー）は、大藪春彦が1962年に発表した連作短編ハードボイルド・スパイ小説。
1962年5月から10月まで、「週刊新潮」に連載され、同年12月に新潮社から単行本が刊行された。現在は電子書籍化されている。
1963年には日活にて本作を原作とした映画2作が制作されている。

## 概要
有楽町にある探偵事務所「23」の所長、田島英雄はオリンピック競技団体の一員で、公安から拳銃の所持を許可された数少ない民間人の一人。彼は、警視庁捜査一課長熊谷警部からの依頼で、密輸業者の上前をはねる組織に囮として、拳銃使用黙認を条件に潜入する（「都会の墓場」）。全6話。 
- 第1話 都会の墓場
- 第2話 鼠退治
- 第3話 死の商人
- 第4話 狙われた女
- 第5話 沈黙の掟
- 第6話 警戒標識

## 出版履歴
- 1962年5月14日から10月29日まで「週刊新潮」に25回連載。挿絵は小島功。
- 1962年 - 新潮社（単行本）
- 1965年 - 大藪春彦ホット・ノベル・シリーズ9
- 1973年 - 双葉新書
- 1974年 - 東京文藝社
- 1980年 - 新潮文庫
- 1993年 - 徳間文庫
- 2004年 - 光文社文庫

## 映画

### 第1作　くたばれ悪党ども
日活制作。1963年1月27日公開。カラー作品。原作第1話「都会の墓場」を下敷きにしたアクション・コメディ。

#### 出演
- 宍戸錠：田島英雄
- 笹森礼子：千秋
- 川地民夫：真辺（コウイチ）
- 星ナオミ：サリー（「エスカイヤ」のダンサー兼歌手）
- 金子信雄：熊谷捜査一課長
- 佐野浅夫：田島神父
- 初井言栄：入江
- 信欣三：畑野
- 上野山功一：吉浜（コウゾウ）
- 野村隆：沼田刑事
- 楠侑子：美佐（真辺の恋人）

ほか

#### スタッフ
- 監督：鈴木清順
- 脚本：山崎巌
- 企画：芦田正蔵
- 原作：大薮春彦（「週刊新潮」連載）
- 音楽：伊部晴美

ほか

### 第2作　銭と女に弱い男
日活制作。1963年（昭和38年）7月7日公開。モノクロ作品。
原作第2話「鼠退治」及び第3話「死の商人」を下敷きにしたハードボイルド・アクション。前作にあったコメディ要素はごく一部に留まり、重い作風になっている。

#### 出演
- 宍戸錠：田島英雄
- 葉山良二：宮城（ミヤグスク）
- 笹森礼子：千秋
- 星ナオミ：万里
- 金子信雄：熊谷捜査一課長
- 小池朝雄：劉植文
- 初井言栄：入江
- 土方弘：堀内
- 江角英明：内田
- 二本柳寛：西渡
- 山田禅二：桜井

ほか

#### スタッフ
- 監督：柳瀬観
- 脚本：浅野辰雄、山中耕人
- 企画：芦田正蔵
- 原作：大薮春彦（「週刊新潮」連載）
- 音楽：池田正義

ほか